# Dalarö landskommun
Dalarö landskommun var en tidigare kommun i Stockholms län.

## Administrativ historik
Den 1 januari 1863, när kommunalförordningarna började tillämpas, inrättades i Dalarö socken i Sotholms härad i Södermanland denna kommun. Dalarö municipalsamhälle inrättades här 22 december 1876 som upplöstes med utgången av 1951. 
Kommunreformen 1952 innebar för Dalarös del att den bildade "storkommun" genom att de tidigare kommunerna Ornö och Utö förenades med Dalarö. Folkmängden i dessa tre förenade enheter tillsammans var dock så liten att det "nya" Dalarö inte kvarstod som egen kommun längre än till 1959 då den lades samman med Österhaninge kommun. När den upphörde hade Dalarö landskommun 1 236 invånare.
Österhaninge och Västerhaninge förenades 1971 till Haninge kommun
Kommunkoden 1952-1958 var 0237.

### Kyrklig tillhörighet
I kyrkligt hänseende tillhörde kommunen Dalarö församling. Den 1 januari 1952 tillkom Ornö församling och Utö församling.

## Geografi
Dalarö landskommun omfattade den 1 januari 1952 en areal av 136,75 km², varav 134,93 km² land. Efter nymätningar och arealberäkningar färdiga den 1 januari 1955 omfattade landskommunen vid dess upplösning den 1 januari 1959 en areal av 140,16 km², varav 138,49 km² land.

## Politik

### Mandatfördelning i valen 1942-1954
| 10 | 10 |

| 18 |

| 3 | 8 | 9 |

| 17 | 3 |

| 12 | 6 | 7 |

| 25 |

| 13 | 7 | 5 |

| 23 |